# Lista de programas originais distribuídos pela Netflix
| Programas originais da Netflix \| Filmes \| \| Séries \| \| Documentários \| \| Especiais \| \| Reality shows \| \| atualizado em 14 de julho de 2021 \| |
| Filmes |
| Séries |
| Documentários |
| Especiais |
| Reality shows |
| atualizado em 14 de julho de 2021 |

Esta é uma lista de programas originais distribuídos pela Netflix, que é uma fornecedora global de mídia via streaming norte-americana, que distribui vários programas originais, incluindo séries originais, especiais, minisséries, documentários e filmes. As produções originais da Netflix também incluem a continuação das séries previamente canceladas de outros canais, além de licenciar ou coproduzir conteúdo de radio difusores internacionais para transmissão exclusiva em outros territórios, que também é marcado nessas regiões como conteúdo original da Netflix. A Netflix já produziu conteúdo através do Red Envelope Entertainment.
A primeira série de conteúdo original da Netflix foi Lilyhammer, lançada em 2012, e a empresa cresceu dramaticamente seu conteúdo original desde então. A Netflix lançou cerca de 126 séries ou filmes originais em 2016, mais do que qualquer outra rede americana ou canal a cabo. Toda a programação, que é em inglês, salvo indicação em contrário, é organizada pelo seu gênero primário ou formato, e classificada por data de estreia.

## Séries
Esses shows tiveram sua produção original encomendada pela Netflix, ou tiveram temporadas adicionais encomendadas pela Netflix.

### Drama
| Ano  | Título                              | Gênero                               | Estreia         | Temporada(s)               | Duração    | Status        | Ref.   |
| ---- | ----------------------------------- | ------------------------------------ | --------------- | -------------------------- | ---------- | ------------- | ------ |
| 2012 | Lilyhammer                          | Drama policial                       | 25 de janeiro   | 3 temporadas, 24 episódios | 45 min     | Cancelada     | [ 1 ]  |
| 2013 | House of Cards                      | Drama político                       | 1 de fevereiro  | 6 temporadas, 73 episódios | 42–59 min  | Finalizada    | [ 3 ]  |
| 2013 | Hemlock Grove                       | Horror, thriller                     | 19 de abril     | 3 temporadas, 33 episódios | 45–58 min  | Finalizada    | [ 4 ]  |
| 2013 | Orange Is the New Black             | Comédia dramática                    | 11 de julho     | 7 temporadas, 91 episódios | 50–92 min  | Finalizada    | [ 5 ]  |
| 2014 | Marco Polo                          | Drama histórico                      | 12 de dezembro  | 2 temporadas, 20 episódios | 48–65 min  | Cancelada     | [ 6 ]  |
| 2015 | Bloodline                           | Thriller                             | 20 de março     | 3 temporadas, 33 episódios | 48–68 min  | Finalizada    |        |
| 2015 | Daredevil                           | Drama criminal, drama legal          | 10 de abril     | 3 temporadas, 39 episódios | 48–61 min  | Finalizada    |        |
| 2015 | Sense8                              | Ficção científica                    | 5 de junho      | 2 temporadas, 24 episódios | 45–124 min | Finalizada    | [ 7 ]  |
| 2015 | Narcos                              | Drama criminal                       | 28 de agosto    | 3 temporadas, 30 episódios | 43–60 min  | Finalizada    | [ 8 ]  |
| 2015 | Jessica Jones                       | Neo-noir, thriller psicológico       | 20 de novembro  | 3 temporadas, 39 episódios | 44–56 min  | Cancelada     |        |
| 2016 | Stranger Things                     | Ficção científica, horror            | 15 de julho     | 4 temporadas, 34 episódios | 42–98 min  | Renovada (+1) |        |
| 2016 | The Get Down                        | Drama musical                        | 12 de agosto    | 1 temporada, 11 episódios  | 50–93 min  | Cancelada     | [ 9 ]  |
| 2016 | Luke Cage                           | Neo-blaxploitation                   | 30 de setembro  | 2 temporadas, 26 episódios | 46–65 min  | Finalizada    |        |
| 2016 | The Crown                           | Drama histórico                      | 4 de novembro   | 4 temporadas, 40 episódios | 47–61 min  | Renovada (+2) | [ 10 ] |
| 2016 | The OA                              | Mistério                             | 16 de dezembro  | 2 partes, 16 episódios     | 31–71 min  | Cancelada     |        |
| 2017 | A Series of Unfortunate Events      | Humor negro, mistério                | 13 de janeiro   | 3 temporadas, 25 episódios | 36–64 min  | Finalizada    |        |
| 2017 | Iron Fist                           | Artes marciais, mistério             | 17 de março     | 2 temporadas, 23 episódios | 49–61 min  | Finalizada    | [ 11 ] |
| 2017 | 13 Reasons Why                      | Drama teen, mistério                 | 31 de março     | 4 temporadas, 49 episódios | 49–71 min  | Finalizada    |        |
| 2017 | Free Rein                           | Drama teen                           | 22 de junho     | 3 temporadas, 32 episódios | 25–34 min  | Finalizada    | [ 12 ] |
| 2017 | Gypsy                               | Thriller psicológico                 | 30 de junho     | 1 temporada, 10 episódios  | 46–58 min  | Cancelada     | [ 13 ] |
| 2017 | Ozark                               | Drama criminal                       | 21 de julho     | 4 temporadas, 44 episódios | 52–80 min  | Finalizada    |        |
| 2017 | Mindhunter                          | Drama                                | 13 de outubro   | 2 temporadas, 19 episódios | 34–60 min  | Cancelada     |        |
| 2017 | Greenhouse Academy                  | Ficção científica, Drama teen        | 8 de setembro   | 4 temporadas, 40 episódios | 21–28 min  | Cancelada     |        |
| 2017 | The Punisher                        | Drama criminal, thriller             | 17 de novembro  | 2 temporadas, 26 episódios | 47–58 min  | Finalizada    |        |
| 2018 | Altered Carbon                      | Ficção científica                    | 2 de fevereiro  | 2 temporadas, 18 episódios | 43-67 min  | Cancelada     |        |
| 2018 | Seven Seconds                       | Drama criminal                       | 23 de fevereiro | 1 temporada, 10 episódios  | 54–80 min  | Finalizada    | [ 14 ] |
| 2018 | The Ponysitters Club                | Drama                                | 10 de agosto    | 2 temporadas, 20 episódios | 23 min     | Finalizada    |        |
| 2018 | Lost in Space                       | Ficção científica                    | 13 de abril     | 3 temporadas, 28 episódios | 48–66 min  | Finalizada    | [ 15 ] |
| 2018 | The Innocents                       | Drama sobrenatural                   | 24 de agosto    | 1 temporada, 8 episódios   | 46–55 min  | Cancelada     |        |
| 2018 | Chilling Adventures of Sabrina      | Terror sobrenatural coming-of-age    | 26 de outubro   | 4 partes, 36 episódios     | 50–64 min  | Finalizada    | [ 16 ] |
| 2018 | Narcos: México                      | Drama criminal                       | 16 de novembro  | 3 temporadas, 30 episódios | 55–70 min  | Finalizada    | [ 17 ] |
| 2018 | Tidelands                           | Drama criminal sobrenatural          | 14 de dezembro  | 1 temporada, 8 episódios   | 36–48 min  | Cancelada     |        |
| 2019 | The Umbrella Academy                | Drama, Ação                          | 15 de fevereiro | 2 temporadas, 20 episódios | 45–60 min  | Renovada      | [ 18 ] |
| 2019 | The Order                           | Terror, drama sobrenatural           | 7 de março      | 2 temporadas, 20 episódios | 42–51 min  | Cancelada     | [ 19 ] |
| 2019 | Shadow                              | Thriller                             | 8 de março      | 1 temporada, 8 episódios   | 40–49 min  | Cancelada     |        |
| 2019 | Black Summer                        | Drama zumbi                          | 11 de abril     | 2 temporadas, 16 episódios | 21–45 min  | Cancelada     |        |
| 2019 | Chambers                            | Thriller psicológico                 | 26 de abril     | 1 temporada, 10 episódios  | 38–51 min  | Cancelada     | [ 20 ] |
| 2019 | The Society                         | Drama, mistério                      | 10 de maio      | 1 temporada, 10 episódios  | 49–61 min  | Cancelada     |        |
| 2019 | Trinkets                            | Drama coming-of-age                  | 14 de junho     | 2 temporadas, 20 episódios | 22–29 min  | Finalizada    | [ 21 ] |
| 2019 | Another Life                        | Ficção científica                    | 25 de julho     | 2 temporadas, 20 episódios | 37–61 min  | Cancelada     |        |
| 2019 | Wu Assassins                        | Sobrenatural, artes marciais         | 8 de agosto     | 1 temporada, 10 episódios  | 40–51 min  | Cancelada     |        |
| 2019 | The Dark Crystal: Age of Resistance | Fantasia                             | 30 de agosto    | 1 temporada, 10 episódios  | 47–61 min  | Cancelada     |        |
| 2019 | Dolly Parton's Heartstrings         | Série de antologia                   | 22 de novembro  | 1 temporada, 8 episódios   | 57–86 min  | Cancelada     |        |
| 2019 | Criminal: UK                        | Policial processual                  | 20 de setembro  | 2 temporadas, 7 episódios  | 41–47 min  | Cancelada     |        |
| 2019 | Raising Dion                        | Superherói, ficção científica, drama | 4 de outubro    | 2 temporadas, 17 episódios | 39–51 min  | Cancelada     |        |
| 2019 | V Wars                              | Ficção científica, horror, drama     | 5 de dezembro   | 1 temporada, 10 episódios  | 37–57 min  | Cancelada     |        |
| 2019 | Virgin River                        | Drama romântico                      | 5 de dezembro   | 3 temporadas, 30 episódios | 40–49 min  | Renovada      |        |
| 2019 | Soundtrack                          | Drama musical                        | 18 de dezembro  | 1 temporada, 10 episódios  | 52–61 min  | Cancelada     |        |
| 2019 | The Witcher                         | Fantasia, drama, ação                | 20 de dezembro  | 2 temporadas, 16 episódios | 47-67 min  | Renovada      |        |
| 2020 | Messiah                             | Thriller                             | 1 de janeiro    | 1 temporada, 10 episódios  | 38–55 min  | Cancelada     |        |
| 2020 | Spinning Out                        | Drama                                | 1 de janeiro    | 1 temporada, 10 episódios  | 44–56 min  | Cancelada     |        |
| 2020 | October Faction                     | Horror                               | 23 de janeiro   | 1 temporada, 10 episódios  | 36–49 min  | Cancelada     |        |
| 2020 | Locke & Key                         | Horror, drama teen                   | 7 de fevereiro  | 2 temporada, 20 episódios  | 40-56 min  | Renovada      |        |
| 2020 | Queen Sono                          | Drama criminal                       | 28 de fevereiro | 1 temporada, 6 episódios   | 32–47 min  | Cancelada     |        |
| 2020 | Outer Banks                         | Drama coming-of-age                  | 15 de abril     | 2 temporadas, 20 episódios | 46-56 min  | Renovada      |        |
| 2020 | Sweet Magnolias                     | Drama romântico                      | 19 de maio      | 2 temporadas, 20 episódios | 43-52 min  | Renovada      |        |
| 2020 | Blood & Water                       | Drama teen                           | 20 de maio      | 2 temporadas, 13 episódios | 43-53 min  | Renovada      |        |
| 2020 | Warrior Nun                         | Fantasia                             | 2 de julho      | 1 temporada, 10 episódios  | 37-50 min  | Renovada      |        |
| 2020 | Cursed                              | Fantasia, drama, ação                | 17 de julho     | 1 temporada, 10 episódios  | 48-59 min  | Cancelada     |        |
| 2020 | Young Wallander                     | Drama policial                       | 3 de setembro   | 2 temporadas, 13 episódios | 41-52 min  | Pendente      |        |
| 2020 | Away                                | Ficção científica                    | 4 de setembro   | 1 temporada, 10 episódios  | 44–57 min  | Cancelada     |        |
| 2020 | Ratched                             | Drama                                | 18 de setembro  | 1 temporada, 8 episódios   | 45–62 min  | Renovada      | [ 22 ] |
| 2020 | Grand Army                          | Drama Teen                           | 16 de outubro   | 1 temporada, 9 episódios   | 47–72 min  | Cancelada     |        |
| 2020 | Dash & Lily                         | Romance                              | 10 de novembro  | 1 temporada, 8 episódios   | 23–27 min  | Cancelada     |        |
| 2020 | Selena: The Series                  | Drama biográfico                     | 4 de dezembro   | 2 partes, 18 episódios     | 33–41 min  | Finalizada    |        |
| 2020 | Tiny Pretty Things                  | Drama adolescente                    | 14 de dezembro  | 1 temporada, 10 episódios  | 54–58 min  | Cancelada     |        |
| 2020 | Bridgerton                          | Romance                              | 25 de dezembro  | 2 temporada, 16 episódios  | 57–72 min  | Renovada (+3) |        |
| 2021 | Fate: The Winx Saga                 | Fantasia adolescente                 | 22 de janeiro   | 1 temporada, 6 episódios   | 47–53 min  | Renovada      |        |
| 2021 | Firefly Lane                        | Drama                                | 3 de fevereiro  | 1 temporada, 10 episódios  | 47–53 min  | Renovada      |        |
| 2021 | Ginny & Georgia                     | Drama                                | 24 de fevereiro | 1 temporada, 10 episódios  | 52–58 min  | Renovada      |        |
| 2021 | The One                             | Ficção científica                    | 12 de março     | 1 temporada, 8 episódios   | 38–40 min  | Cancelada     |        |
| 2021 | Zero Chill                          | Drama teen, esportes                 | 15 de março     | 1 temporada, 10 episódios  | 26–34 min  | Cancelada     |        |
| 2021 | The Irregulars                      | Drama, mistério                      | 26 de março     | 1 temporada, 8 episódios   | 49–58 min  | Cancelada     |        |
| 2021 | Shadow and Bone                     | Fantasia                             | 23 de abril     | 1 temporada, 8 episódios   | 45–58 min  | Renovada      |        |
| 2021 | Jupiter's Legacy                    | Superherói, épico                    | 7 de maio       | 1 temporada, 8 episódios   | 35–56 min  | Cancelada     |        |
| 2021 | Sweet Tooth                         | Drama, fantasia                      | 4 de junho      | 1 temporada, 8 episódios   | 37–53 min  | Renovada      | [ 23 ] |
| 2021 | JIVA!                               | Drama                                | 25 de junho     | 1 temporada, 5 episódios   | 26–50 min  | Cancelada     |        |
| 2021 | Sex/Life                            | Comédia dramática                    | 25 de junho     | 1 temporada, 8 episódios   | 43–52 min  | Renovada      |        |
| 2021 | Hit & Run                           | Drama                                | 6 de agosto     | 1 temporada, 10 episódios  | 39–58 min  | Cancelada     |        |
| 2022 | Pieces of Her                       | Thriller                             | 4 de março      | 1 temporada, 8 episódios   | 42–62 min  | Pendente      |        |
| 2022 | The Lincoln Lawyer                  | Thriller jurídico                    | 13 de maio      | 1 temporada, 10 episódios  | 45–55 min  | Renovada      |        |
| 2022 | Resident Evil                       | Ficção científica                    | 14 de julho     | 1 temporada, 8 episódios   | 44–61 min  | Pendente      |        |
| 2022 | The Sandman                         | Fantasia                             | 5 de agosto     | 1 temporada, 10 episódios  | 37–54 min  | Pendente      |        |
| 2022 |                                     |                                      |                 |                            |            |               |        |

1. ↑  A 1ª temporada foi lançada em duas partes.

### Comédia
| Ano  | Título                                     | Gênero                          | Estreia                 | Temporada(s)               | Duração   | Status       | Ref.   |
| ---- | ------------------------------------------ | ------------------------------- | ----------------------- | -------------------------- | --------- | ------------ | ------ |
| 2015 | Unbreakable Kimmy Schmidt                  | Comédia                         | 6 de março              | 4 temporadas, 52 episódios | 23–53 min | Finalizada   |        |
| 2015 | Grace and Frankie                          | Comédia dramática               | 8 de maio               | 6 temporadas, 78 episódios | 25–35 min | Renovada     |        |
| 2015 | Master of None                             | Comédia dramática               | 6 de novembro           | 2 temporadas, 20 episódios | 21–57 min | Renovada     |        |
| 2015 | W/ Bob & David                             | Comédia de esquete              | 13 de novembro          | 1 temporada, 5 episódios   | 27–33 min | Cancelada    |        |
| 2016 | Love                                       | Comédia romântica               | 19 de fevereiro         | 3 temporadas, 34 episódios | 24–40 min | Finalizada   |        |
| 2016 | Fuller House                               | Sitcom                          | 26 de fevereiro         | 5 temporadas, 75 episódios | 24–36 min | Finalizada   |        |
| 2016 | Flaked                                     | Comédia                         | 11 de março             | 2 temporadas, 14 episódios | 30–34 min | Cancelada    |        |
| 2016 | Netflix Presents: The Characters           | Comédia de esquete              | 11 de março             | 1 temporada, 8 episódios   | 27–38 min | Cancelada    |        |
| 2016 | The Ranch                                  | Sitcom                          | 1 de abril              | 8 partes, 80 episódios     | 25–35 min | Finalizada   | [ 24 ] |
| 2016 | Lady Dynamite                              | Comédia                         | 20 de maio              | 2 temporadas, 20 episódios | 26–36 min | Cancelada    |        |
| 2016 | Easy                                       | Comédia romântica, antologia    | 22 de setembro          | 3 temporads, 25 episódios  | 26–30 min | Finalizada   |        |
| 2016 | Haters Back Off                            | Comédia                         | 14 de outubro           | 2 temporadas, 16 episódios | 24–36 min | Cancelada    |        |
| 2017 | One Day at a Time                          | Sitcom                          | 6 de janeiro            | 3 temporadas, 39 episódios | 25–35 min | Cancelada    |        |
| 2017 | Santa Clarita Diet                         | Comédia de terror               | 3 de fevereiro          | 3 temporadas, 30 episódios | 26–35 min | Cancelada    |        |
| 2017 | Girlboss                                   | Comédia                         | 21 de abril             | 1 temporada, 13 episódios  | 24–29 min | Cancelada    | [ 25 ] |
| 2017 | Dear White People                          | Sátira, drama                   | 28 de abril             | 3 volumes, 30 episódios    | 21–33 min | Renovada     | [ 26 ] |
| 2017 | GLOW                                       | Comédia dramática               | 23 de junho             | 3 temporadas, 30 episódios | 27–46 min | Cancelada    |        |
| 2017 | Friends from College                       | Comédia                         | 14 de julho             | 2 temporadas, 16 episódios | 28–34 min | Cancelada    |        |
| 2017 | Atypical                                   | comédia, coming-of-age          | 11 de agosto            | 4 temporadas, 38 episódios | 26–38 min | Finalizada   | [ 27 ] |
| 2017 | Disjointed                                 | Sitcom                          | 25 de agosto            | 2 partes, 20 episódios     | 23–30 min | Cancelada    |        |
| 2017 | American Vandal                            | Mocumentário                    | 15 de setembro          | 2 temporadas, 16 episódios | 26–42 min | Cancelada    |        |
| 2017 | She's Gotta Have It                        | Comédia dramática               | 23 de novembro          | 2 temporadas, 19 episódios | 32–38 min | Cancelada    |        |
| 2018 | Everything Sucks!                          | Comédia coming-of-age           | 16 de fevereiro de 2018 | 1 temporada, 10 episódios  | 23–27 min | Cancelada    | [ 28 ] |
| 2018 | On My Block                                | Comédia coming-of-age           | 16 de março             | 3 temporadas, 28 episódios | 23–36 min | Renovada     |        |
| 2018 | All About The Washingtons                  | Sitcom                          | 10 de agosto            | 1 temporada, 10 episódios  | 22–27 min | Cancelada    | [ 29 ] |
| 2018 | Insatiable                                 | Drama de humor negro            | 10 de agosto            | 2 temporada, 22 episódios  | 40–53 min | Cancelada    | [ 30 ] |
| 2018 | The Good Cop                               | Dramédia policial               | 21 de setembro          | 1 temporada, 10 episódios  | 43–49 min | Cancelada    |        |
| 2018 | The Kominsky Method                        | Comédia                         | 16 de novembro          | 2 temporada, 16 episódios  | 22–33 min | Renovada     | [ 31 ] |
| 2019 | Sex Education                              | Comédia dramática coming-of-age | 11 de janeiro           | 4 temporadas, 32 episódios | 47–59 min | Renovada     | [ 32 ] |
| 2019 | Russian Doll                               | Comédia                         | 1 de fevereiro          | 1 temporada, 8 episódios   | 25–30 min | Renovada     | [ 33 ] |
| 2019 | After Life                                 | Comédia                         | 8 de março              | 2 temporadas, 12 episódios | 25–31 min | Renovada     |        |
| 2019 | Turn Up Charlie                            | Comédia                         | 15 de março             | 1 temporada, 8 episódios   | 25–29 min | Cancelada    |        |
| 2019 | Huge In France                             | Comédia                         | 11 de abril             | 1 temporada, 8 episódios   | 28–34 min | Cancelada    |        |
| 2019 | Special                                    | Comédia                         | 11 de abril             | 2 temporadas, 16 episódios | 12–34 min | Finalizada   |        |
| 2019 | Lunatics                                   | Comédia                         | 19 de abril             | 1 temporada, 10 episódios  | 33–38 min | Cancelada    |        |
| 2019 | I Think You Should Leave with Tim Robinson | Comédia                         | 23 de abril             | 1 temporada, 6 episódios   | 16–18 min | Renovada     | [ 34 ] |
| 2019 | Bonding                                    | Humor negro                     | 24 de abril             | 2 temporadas, 15 episódios | 13–17 min | Cancelada    | [ 35 ] |
| 2019 | Dead to Me                                 | Humor negro                     | 3 de maio               | 2 temporadas, 20 episódios | 26–33 min | Renovada     | [ 36 ] |
| 2019 | Malibu Rescue                              | Comédia                         | 3 de junho              | 1 temporada, 8 episódios   | 22–26 min | Renovada     |        |
| 2019 | Mr. Iglesias                               | Comédia                         | 21 de junho             | 3 partes, 21 episódios     | 29–31 min | Pendente     |        |
| 2019 | Family Reunion                             | Comédia                         | 30 de julho             | 3 partes, 27 episódios     | 25–34 min | Renovada     |        |
| 2019 | It's Bruno!                                | Comédia                         | 17 de maio              | 1 temporada, 8 episódios   | 12–21 min | Cancelada    |        |
| 2019 | Team Kaylie                                | Sitcom                          | 23 de setembro          | 3 partes , 20 episódios    | 22-30 min | Finalizada   |        |
| 2019 | The Politician                             | Comédia                         | 27 de setembro          | 2 temporadas, 15 episódios | 28–62 min | Pendente     |        |
| 2019 | Living with Yourself                       | Comédia dramática               | 18 de outubro           | 1 temporada, 8 episódios   | 22–36 min | Cancelada    |        |
| 2019 | Daybreak                                   | Humor negro                     | 24 de outubro           | 1 temporada, 10 episódios  | 39–50 min | Cancelada    |        |
| 2019 | Merry Happy Whatever                       | Comédia                         | 28 de novembro          | 1 temporada, 8 episódios   | 25–29 min | Cancelada    |        |
| 2019 | Astronomy Club: The Sketch Show            | Esquete                         | 6 de dezembro           | 1 temporada, 6 episódios   | 18–24 min | Cancelada    |        |
| 2020 | AJ and the Queen                           | Comédia                         | 10 de janeiro           | 1 temporada, 10 episódios  | 47–60 min | Cancelada    |        |
| 2020 | Medical Police                             | Comédia                         | 10 de janeiro           | 1 temporada, 10 episódios  | 21–29 min | Cancelada    |        |
| 2020 | The Healing Powers of Dude                 | Comédia familiar                | 13 de janeiro           | 1 temporada, 8 episódios   | 23–28 min | Cancelada    |        |
| 2020 | Ashley Garcia: Genius in Love              | Comédia                         | 17 de fevereiro         | 3 partes, 15 episódios     | 26–35 min | Cancelada    |        |
| 2020 | Gentefied                                  | Comédia dramática               | 21 de fevereiro         | 1 temporada, 10 episódios  | 25–31 min | Renovada     |        |
| 2020 | I Am Not Okay With This                    | Comédia coming-of-age           | 26 de fevereiro         | 1 temporada, 7 episódios   | 19–28 min | Cancelada    |        |
| 2020 | The Iliza Shlesinger Sketch Show           | Esquete                         | 1 de abril              | 1 temporada, 6 episódios   | 18–20 min | Cancelada    |        |
| 2020 | The Big Show Show                          | Comédia                         | 6 de abril              | 2 partes, 9 episódios      | 24–28 min | Cancelada    |        |
| 2020 | Brews Brothers                             | Comédia                         | 10 de abril             | 1 temporada, 8 episódios   | 26–30 min | Cancelada    |        |
| 2020 | BlackAF                                    | Sitcom                          | 17 de abril             | 1 temporada, 8 episódios   | 32–48 min | Renovada     |        |
| 2020 | Never Have I Ever                          | Comédia                         | 27 de abril             | 4 temporadas, 40 episódios | 22–30 min | Pendente     |        |
| 2020 | Space Force                                | Comédia                         | 29 de maio              | 1 temporada, 10 episódios  | 27–36 min | Renovada     |        |
| 2020 | The Baby-Sitters Club                      | Comédia dramática               | 3 de julho              | 1 temporada, 10 episódios  | 24–29 min | Renovada     |        |
| 2020 | Game On: A Comedy Crossover Event          | Comédia                         | 10 de agosto            | 1 temporada, 4 episódios   | 26–30 min | Pendente     |        |
| 2020 | Teenage Bounty Hunters                     | Comédia                         | 14 de agosto            | 1 temporada, 10 episódios  | 42–58 min | Cancelada    |        |
| 2020 | Julie and the Phantoms                     | Comédia musical                 | 10 de setembro          | 1 temporada, 9 episódios   | 27–38 min | Pendente     |        |
| 2020 | The Duchess                                | Comédia romântica               | 11 de setembro          | 1 temporada, 6 episódios   | 19–28 min | Pendente     |        |
| 2020 | Sneakerheads                               | Comédia                         | 25 de setembro          | 1 temporada, 6 episódios   | 23–25 min | Pendente     |        |
| 2020 | Emily in Paris                             | Comédia dramática               | 2 de outubro            | 3 temporadas, 30 episódios | 24–34 min | Renovada(+2) |        |
| 2020 | Aunty Donna's Big Ol' House of Fun         | Esquete                         | 11 de novembro          | 1 temporada, 6 episódios   | 17–23 min | Pendente     |        |
| 2020 | How to Ruin Christmas: The Wedding         | Comédia                         | 16 de dezembro          | 1 temporada, 3 episódios   | 42–53 min | Renovada     |        |
| 2021 | The Crew                                   | Comédia                         | 15 de fevereiro         | 1 temporada, 10 episódios  | 20–30 min | Pendente     |        |
| 2021 | Country Comfort                            | Sitcom                          | 19 de março             | 1 temporada, 10 episódios  | 20–27 min | Pendente     |        |
| 2021 | Dad Stop Embarrassing Me!                  | Sitcom                          | 14 de abril             | 1 temporada, 8 episódios   | 25–27 min | Pendente     |        |
| 2021 | The Upshaws                                | Sitcom                          | 12 de maio              | 1 temporada, 10 episódios  | 25–29 min | Pendente     |        |
| 2021 | The Chair                                  | Comédia dramática               | 27 de agosto            | 1 temporada, 6 episódios   | TBA       | Pendente     |        |

### Língua não-inglesa
Esses shows são criados pela Netflix e são falados inteiramente ou quase inteiramente em uma língua que não é a inglesa.
| Ano  | Título                                | Idioma               | Gênero                     | Estreia         | Temporada(s)               | Duração   | Status     | Ref.   |            |        |
| ---- | ------------------------------------- | -------------------- | -------------------------- | --------------- | -------------------------- | --------- | ---------- | ------ | ---------- | ------ |
| 2015 | Club de Cuervos                       | Espanhol             | Comédia dramática          | 7 de agosto     | 4 temporadas, 45 episódios | 36–56 min | Finalizada |        |            |        |
| 2015 | Marseille                             | Francês              | Drama político             | 5 de maio       | 2 temporadas, 16 episódios | 35–53 min | Finalizada | [ 37 ] |            |        |
| 2016 | 3%                                    | Português brasileiro | Ficção científica          | 25 de novembro  | 4 temporadas, 33 episódios | 38–51 min | Finalizada | [ 38 ] |            |        |
| 2016 | Estocolmo                             | Espanhol             | Drama policial             | 11 de novembro  | 1 temporada, 13 episódios  | 37–49 min | Finalizada |        |            |        |
| 2017 | Ingobernable                          | Espanhol             | Drama político             | 24 de março     | 2 temporadas, 27 episódios | 32–50 min | Finalizada |        |            |        |
| 2017 | Las chicas del cable                  | Espanhol             | Drama histórico            | 28 de abril     | 5 temporadas, 42 episódios | 41–63 min | Finalizada |        |            |        |
| 2017 | Suburra: Blood on Rome                | Italiano             | Drama criminal             | 6 de outubro    | 3 temporadas, 24episódios  | 42–62 min | Finalizada |        |            |        |
| 2017 | My Only Love Song                     | Coreano              | Comédia                    | 9 de junho      | 1 temporada, 20 episódios  | 27–30 min | Cancelada  |        |            |        |
| 2017 | Blazing Transfer Students             | Japonês              | Ação, comédia              | 10 de novembro  | 1 temporada, 8 episódios   | 23–28 min | Cancelada  |        |            |        |
| 2017 | Dark                                  | Alemão               | Supernatural, drama        | 1 de dezembro   | 3 temporadas, 26 episódios | 44–60 min | Finalizada |        |            |        |
| 2018 | Edha                                  | Espanhol             | Drama                      | 16 de março     | 1 temporada, 10 episódios  | 38–43 min | Cancelada  |        |            |        |
| 2018 | O Mecanismo                           | Português brasileiro | Drama criminal             | 23 de março     | 2 temporadas, 16 episódios | 39–52 min | Cancelada  |        |            |        |
| 2018 | The Rain                              | Dinamarquês          | Drama pós-apocalítico      | 4 de maio       | 3 temporadas, 20 episódios | 36–49 min | Finalizada |        |            |        |
| 2018 | Sacred Games                          | Hindi                | Drama                      | 6 de julho      | 2 temporadas, 16 episódios | 43–55 min | Cancelada  | [ 39 ] |            |        |
| 2018 | Samantha!                             | Português brasileiro | Comédia                    | 6 de julho      | 2 temporadas, 14 episódios | 25–37 min | Cancelada  |        |            |        |
| 2018 | Jimmy: The True Story of a True Idiot | Japonês              | Comédia                    | 20 de julho     | 1 temporada, 9 episódios   | 39–64 min | Cancelada  |        |            |        |
| 2018 | Switched                              | Japonês              | Ficção científica          | 1 de agosto     | 1 temporada, 6 episódios   | 33–44 min | Cancelada  |        |            |        |
| 2018 | La Casa de las Flores                 | Espanhol             | Comédia                    | 10 de agosto    | 3 temporadas, 33 episódios | 27–37 min | Finalizada | [ 40 ] |            |        |
| 2018 | Ghoul                                 | Hindi                | Minissérie de terror       | 24 de agosto    | 3 episódios                | 44–50 min | Minissérie |        |            |        |
| 2018 | Élite                                 | Espanhol             | Drama criminal             | 5 de outubro    | 8 temporadas, 64 episódios | 46-56 min |            |        | Finalizada | [ 41 ] |
| 2018 | YG Future Strategy Office             | Coreano              | Comédia                    | 5 de outubro    | 1 temporada, 8 episódios   | 20-29 min | Cancelada  |        |            |        |
| 2018 | Distrito Salvaje                      | Espanhol             | Drama criminal             | 19 de outubro   | 2 temporadas, 20 episódios | 40-50 min | Cancelada  |        |            |        |
| 2018 | Baby                                  | Italiano             | Drama                      | 30 de novembro  | 3 temporadas, 18 episódios | 40–51 min | Finalizada |        |            |        |
| 2018 | 1983                                  | Polonês              | Thriller                   | 30 de novembro  | 1 temporada, 8 episódios   | 50-63 min | Cancelada  |        |            |        |
| 2018 | Dogs of Berlin                        | Alemão               | Drama                      | 7 de dezembro   | 1 temporada, 10 episódios  | 51-62 min | Cancelada  |        |            |        |
| 2018 | Plan cœur                             | Francês              | Comédia romântica          | 7 de dezembro   | 2 temporadas, 15 episódios | 22-49 min | Renovada   |        |            |        |
| 2018 | The Protector                         | Turco                | Mistério sobrenatural      | 14 de dezembro  | 4 temporadas, 32 episódios | 31-51 min | Finalizada |        |            |        |
| 2018 | Diablero                              | Espanhol             | Horror, fantasia           | 21 de dezembro  | 2 temporadas, 14 episódios | 32-44 min | Cancelada  |        |            |        |
| 2018 | Selection Day                         | Hindi                | Drama                      | 28 de dezembro  | 1 temporada, 12 episódios  | 19–28 min | Cancelada  |        |            |        |
| 2019 | Kingdom                               | Coreano              | Horror, thriler            | 25 de janeiro   | 2 temporadas, 12 episódios | 36-57 min | Cancelada  |        |            |        |
| 2019 | Siempre bruja                         | Espanhol             | Drama sobrenatural         | 1 de fevereiro  | 2 temporadas, 18 episódios | 32-46 min | Cancelada  |        |            |        |
| 2019 | Go! Vive a Tu Manera                  | Espanhol             | Musical                    | 22 de fevereiro | 2 temporadas, 30 episódios | 36-44 min | Cancelada  |        |            |        |
| 2019 | Historia de un crimen: Colosio        | Espanhol             | Crime                      | 22 de março     | 8 episódios                | 32-48 min | Minissérie |        |            |        |
| 2019 | Coisa Mais Linda                      | Português brasileiro | Drama histórico            | 22 de março     | 2 temporadas, 13 episódios | 34-56 min | Pendente   |        |            |        |
| 2019 | Delhi Crime                           | Hindi                | Policial                   | 22 de março     | 1 temporada, 7 episódios   | 45-64 min | Renovada   |        |            |        |
| 2019 | Osmosis                               | Francês              | Ficção científica, drama   | 29 de março     | 1 temporada, 8 episódios   | 41-45 min | Cancelada  |        |            |        |
| 2019 | Quicksand                             | Sueco                | Drama, crime               | 5 de abril      | 1 temporada, 6 episódios   | 41-49 min | Cancelada  |        |            |        |
| 2019 | My First First Love                   | Coreano              | Comédia romântica          | 18 de abril     | 2 temporadas, 16 episódios | 42-56 min | Cancelada  |        |            |        |
| 2019 | Summertime                            | Italiano             | Drama teen                 | 29 de abril     | 1 temporada, 8 episódios   | 34–54 min | Renovada   | [ 42 ] |            |        |
| 2019 | Historia de un crimen: Colmenares     | Espanhol             | Crime                      | 3 de maio       | 8 episódios                | 38-48 min | Minissérie |        |            |        |
| 2019 | Alta Mar                              | Espanhol             | Drama, mistério            | 24 de maio      | 3 temporadas, 22 episódios | 38-49 min | Cancelada  |        |            |        |
| 2019 | How to Sell Drugs Online (Fast)       | Alemão               | Humor negro                | 31 de maio      | 3 temporadas, 18 episódios | 24-36 min | Pendente   |        |            |        |
| 2019 | Jinn                                  | Árabe                | Fantasia, aventura         | 13 de junho     | 1 temporada, 5 episódios   | 25-47 min | Cancelada  |        |            |        |
| 2019 | Leila                                 | Hindi                | Drama                      | 14 de junho     | 1 temporada, 6 episódios   | 40–54 min | Cancelada  |        |            |        |
| 2019 | Yankee                                | Espanhol             | Drama                      | 14 de junho     | 1 temporada, 25 episódios  | 36–44 min | Cancelada  |        |            |        |
| 2019 | O Escolhido                           | Português brasileiro | Drama                      | 28 de junho     | 2 temporadas, 12 episódios | 40-53 min | Cancelada  |        |            |        |
| 2019 | Family Business                       | Francês              | Comédia                    | 28 de junho     | 2 temporadas, 12 episódios | 27-38 min | Renovada   |        |            |        |
| 2019 | Typewriter                            | Hindi                | Horror                     | 19 de julho     | 1 temporada, 5 episódios   | 43–52 min | Cancelada  |        |            |        |
| 2019 | Dollar                                | Árabe                | Thriller                   | 8 de agosto     | 1 temporada, 15 episódios  | 39-45 min | Cancelada  |        |            |        |
| 2019 | Frontera verde                        | Espanhol             | Drama, thriller            | 16 de agosto    | 8 episódios                | 30-48 min | Minissérie |        |            |        |
| 2019 | Love Alarm                            | Coreano              | Ficção científica          | 22 de agosto    | 2 temporadas, 14 episódios | 42-71 min | Pendente   |        |            |        |
| 2019 | Marianne                              | Francês              | Horror, drama              | 13 de setembro  | 1 temporada, 8 episódios   | 37-52 min | Cancelada  |        |            |        |
| 2019 | Monarca                               | Espanhol             | Drama familiar             | 13 de setembro  | 2 temporadas, 18 episódios | 40–51 min | Cancelada  |        |            |        |
| 2019 | Criminal: France                      | Francês              | Policial                   | 20 de setembro  | 1 temporada, 3 episódios   | 38-43 min | Cancelada  |        |            |        |
| 2019 | Criminal: Germany                     | Alemão               | Policial                   | 20 de setembro  | 1 temporada, 3 episódios   | 41-46 min | Cancelada  |        |            |        |
| 2019 | Criminal: Spain                       | Espanhol             | Policial                   | 20 de setembro  | 1 temporada, 3 episódios   | 39-41 min | Cancelada  |        |            |        |
| 2019 | Skylines                              | Alemão               | Drama                      | 27 de setembro  | 1 temporada, 6 episódios   | 47-66 min | Cancelada  |        |            |        |
| 2019 | Bard of Blood                         | Hindi                | Thriller                   | 27 de setembro  | 1 temporada, 7 episódios   | 41–50 min | Cancelada  |        |            |        |
| 2019 | Irmandade                             | Português brasileiro | Drama policial             | 25 de outubro   | 1 temporada, 8 episódios   | 46-58 min | Renovada   | [ 43 ] |            |        |
| 2019 | Nowhere Man                           | Mandarim             | Thriller                   | 31 de outubro   | 1 temporada, 8 episódios   | 33-67 min | Cancelada  |        |            |        |
| 2019 | We Are the Wave                       | Alemão               | Drama                      | 1 de novembro   | 1 temporada, 6 episódios   | 45-53 min | Cancelada  |        |            |        |
| 2019 | The Stranded                          | Tailandês            | Drama, fantasia            | 14 de novembro  | 1 temporada, 7 episódios   | 46-53 min | Cancelada  |        |            |        |
| 2019 | El club                               | Espanhol             | Crime, drama               | 15 de novembro  | 1 temporada, 25 episódios  | 26-37 min | Cancelada  |        |            |        |
| 2019 | Holiday Secrets                       | Alemão               | Drama                      | 20 de novembro  | 3 episódios                | 34-42 min | Cancelada  |        |            |        |
| 2019 | Mortel                                | Francês              | Drama sobrenatural         | 21 de novembro  | 1 temporada, 6 episódios   | 46-54 min | Renovada   |        |            |        |
| 2019 | Ninguém Tá Olhando                    | Português brasileiro | Comédia                    | 22 de novembro  | 1 temporada, 8 episódios   | 19-30 min | Cancelada  |        |            |        |
| 2019 | Triad Princess                        | Mandarim             | Crime, romance             | 6 de dezembro   | 1 temporada, 6 episódios   | 35-47 min | Cancelada  |        |            |        |
| 2019 | Días de Navidad                       | Espanhol             | Drama                      | 6 de dezembro   | 3 episódios                | 54-67 min | Minissérie |        |            |        |
| 2020 | Jamtara - Sabka Number Ayega          | Hindi                | Crime, drama               | 10 de janeiro   | 1 temporada, 10 episódios  | 23–49 min | Renovada   | [ 44 ] |            |        |
| 2020 | Ares                                  | Holandês             | Drama, horror              | 17 de janeiro   | 1 temporada, 8 episódios   | 24-33 min | Cancelada  |        |            |        |
| 2020 | The Ghost Bride                       | Mandarim             | Drama, mistério            | 23 de janeiro   | 1 volume, 6 episódios      | 46-57 min | Cancelada  |        |            |        |
| 2020 | Onisciente                            | Português brasileiro | Ficção científica          | 29 de janeiro   | 1 temporada, 6 episódios   | 38-51 min | Cancelada  |        |            |        |
| 2020 | Luna Nera                             | Italiano             | Drama                      | 31 de janeiro   | 1 temporada, 6 episódios   | 40-56 min | Cancelada  |        |            |        |
| 2020 | My Holo Love                          | Coreano              | Ficção científica, romance | 7 de fevereiro  | 12 episódios               | 40-56 min | Minissérie |        |            |        |
| 2020 | Spectros                              | Português brasileiro | Thriller                   | 20 de fevereiro | 1 temporada, 7 episódios   | 36-61 min | Cancelada  |        |            |        |
| 2020 | Puerta 7                              | Espanhol             | Crime, drama               | 21 de fevereiro | 1 temporada, 8 episódios   | 35-45 min | Cancelada  |        |            |        |
| 2020 | Taj Mahal 1989                        | Hindi                | Comédia romântica          | 14 de fevereiro | 1 temporada, 7 episódios   | 31–36 min | Cancelada  |        |            |        |
| 2020 | Followers                             | Japonês              | Drama                      | 27 de fevereiro | 1 temporada, 9 episódios   | 33-46 min | Minissérie |        |            |        |
| 2020 | Desenfrenadas                         | Espanhol             | Comédia dramática          | 28 de fevereiro | 1 temporada, 10 episódios  | 35-44 min | Cancelada  |        |            |        |
| 2020 | Bloodride                             | Norueguês            | Horror                     | 13 de março     | 1 temporada, 6 episódios   | 40-56 min | Cancelada  |        |            |        |
| 2020 | Vampires                              | Francês              | Drama sobrenatural         | 20 de março     | 1 temporada, 6 episódios   | 37-44 min | Cancelada  |        |            |        |
| 2020 | She                                   | Hindi                | Crime, drama               | 20 de março     | 1 temporada, 7 episódios   | 31–43 min | Renovada   |        |            |        |
| 2020 | Hasmukh                               | Hindi                | Comédia                    | 17 de abril     | 1 temporada, 10 episódios  | 27–39 min | Cancelada  |        |            |        |
| 2020 | The Forest of Love: Deep Cut          | Japonês              | Drama                      | 30 de abril     | 7 episódios                | 31–51 min | Minissérie |        |            |        |
| 2020 | Into the Night                        | Francês              | Ficção científica          | 1 de maio       | 1 temporada, 6 episódios   | 35-40 min | Renovada   |        |            |        |
| 2020 | Betaal                                | Hindi                | Thriller                   | 24 de maio      | 1 temporada, 4 episódios   | 45–49 min | Pendente   |        |            |        |
| 2020 | Curon                                 | Italiano             | Drama sobrenatural         | 10 de junho     | 1 temporada, 7 episódios   | 41–51 min | Pendente   |        |            |        |
| 2020 | Boca a Boca                           | Português brasileiro | Suspense                   | 17 de julho     | 1 temporada, 6 episódios   | 32-49 min | Pendente   |        |            |        |
| 2020 | Sintonia                              | Português brasileiro | Drama                      | 9 de agosto     | 1 temporada, 6 episódios   | 36-47 min | Renovada   | [ 45 ] |            |        |
| 2020 | Biohackers                            | Alemão               | Thriller                   | 20 de agosto    | 1 temporada, 6 episódios   | 40-46 min | Renovada   |        |            |        |
| 2020 | Masaba Masaba                         | Hindi                | Drama                      | 20 de agosto    | 1 temporada, 6 episódios   | 25–34 min | Renovada   |        |            |        |
| 2020 | The Last Word                         | Alemão               | Comédia, drama             | 17 de setembro  | 1 temporada, 6 episódios   | 30-49 min | Pendente   |        |            |        |
| 2020 | Bom Dia, Verônica                     | Português brasileiro | Suspense                   | 1 de outubro    | 1 temporada, 8 episódios   | 45 min    | Renovada   | [ 46 ] |            |        |
| 2020 | La Révolution                         | Francês              | Drama sobrenatural         | 16 de outubro   | 1 temporada, 8 episódios   | 39-57 min | Cancelada  |        |            |        |
| 2020 | Barbarians                            | Alemão               | Drama histórico            | 23 de outubro   | 1 temporada, 6 episódios   | 41-51 min | Renovada   |        |            |        |
| 2020 | Paranormal                            | Árabe                | Sobrenatural               | 5 de novembro   | 1 temporada, 6 episódios   | 46-55 min | Pendente   |        |            |        |
| 2020 | Mismatched                            | Hindi                | Comédia romântica          | 20 de novembro  | 1 temporada, 6 episódios   | 29–35 min | Renovada   |        |            |        |
| 2020 | Over Christmas                        | Alemão               | Comédia                    | 27 de novembro  | 3 episódios                | 44-50 min | Minissérie |        |            |        |
| 2020 | Bhaag Beanie Bhaag                    | Hindi                | Comédia                    | 4 de dezembro   | 1 temporada, 6 episódios   | 26–32 min | Pendente   |        |            |        |
| 2021 | Lupin                                 | Francês              | Drama                      | 8 de janeiro    | 1 parte, 5 episódios       | 35-40 min | Renovada   |        |            |        |
| 2021 | Cidade Invisível                      | Português brasileiro | Fantasia, suspense         | 5 de fevereiro  | 1 temporada, 7 episódios   | 35–40 min | Renovada   |        |            |        |
| 2021 | Tribes of Europa                      | Alemão               | Ficção científica          | 19 de fevereiro | 1 temporada, 6 episódios   | 44-49 min | Pendente   |        |            |        |
| 2021 | Bombay Begums                         | Hindi                | Drama                      | 8 de março      | 1 temporada, 6 episódios   | 38–60 min | Pendente   |        |            |        |
| 2021 | Caïd                                  | Francês              | Drama                      | 10 de março     | 1 temporada, 10 episódios  | 8-15 min  | Pendente   |        |            |        |
| 2021 | Zero                                  | Italiano             | Superherói                 | 21 de abril     | 1 temporada, 8 episódios   | 21–27 min | Pendente   |        |            |        |
| 2021 | Katla                                 | Islandês             | Drama sobrenatural         | 17 de junho     | 1 temporada, 8 episódios   | 41–51 min | Pendente   |        |            |        |
| 2021 | Squid Game                            | Coreano              | Drama, suspense, ação      | 17 de setembro  | 1 temporada,9 episódios    | 32–63 min | Pendente   |        |            |        |
| 2021 | Glória                                | Português europeu    | Suspense                   | 5 de novembro   | 1 temporada, 10 episódios  | 40-47 min | Pendente   |        |            |        |
| 2022 | Rebelde                               | Espanhol             | Drama Adolescente, Musical | 5 de Janeiro    | 1 temporada, 8 episódios   | 39–49 min | Renovada   |        |            |        |
| 2022 | Temporada de Verão                    | Português brasileiro | Drama                      | 21 de Janeiro   | 1 temporada, 8 episódios   | 42–53 min |            |        |            |        |
| 2022 | All of Us Are Dead                    | Coreano              | Apocalipse Zumbi           | 28 de Janeiro   | 1 temporada, 12 episódios  | 53–71 min |            |        |            |        |

### Minissérie
| Ano  | Título                                     | Gênero               | Estreia         | Episódios    | Duração    | Ref. |
| ---- | ------------------------------------------ | -------------------- | --------------- | ------------ | ---------- | ---- |
| 2015 | Wet Hot American Summer: First Day of Camp | Comédia saturada     | 31 de julho     | 8 episódios  | 27–30 min  |      |
| 2016 | Gilmore Girls: A Year in the Life          | Drama familiar       | 25 de novembro  | 4 episódios  | 88–102 min |      |
| 2017 | Wet Hot American Summer: Ten Years Later   | Comédia saturada     | 4 de agosto     | 8 episódios  | 24–31 min  |      |
| 2017 | Marvel's The Defenders                     | Drama, superherói    | 8 de agosto     | 8 episódios  | 44–57 min  |      |
| 2017 | Godless                                    | Western              | 22 de novembro  | 7 episódios  | 41–80 min  |      |
| 2018 | The Haunting of Hill House                 | Terror               | 12 de outubro   | 10 episódios | 43–71 min  |      |
| 2018 | Best.Worst.Weekend.Ever.                   | Comédia              | 19 de outubro   | 8 episódios  | 22-18 min  |      |
| 2018 | Maniac                                     | Humor negro          | 21 de setembro  | 10 episódios | 27–47 min  |      |
| 2019 | What/If                                    | Thriller antológico  | 24 de maio      | 10 episódios | 44–57 min  |      |
| 2019 | When They See Us                           | Drama                | 31 de maio      | 4 episódios  | 64–88 min  |      |
| 2019 | The I-Land                                 | Ficção científica    | 12 de setembro  | 7 episódios  | 37–43 min  |      |
| 2019 | Unbelievable                               | Drama                | 13 de setembro  | 8 episódios  | 44–59 min  |      |
| 2020 | The Stranger                               | Thriller             | 30 de janeiro   | 8 episódios  | 42–52 min  |      |
| 2020 | Self Made                                  | Cinebiografia        | 20 de março     | 4 episódios  | 45–49 min  |      |
| 2020 | The English Game                           | Drama histórico      | 20 de março     | 6 episódios  | 43–45 min  |      |
| 2020 | Unorthodox                                 | Drama                | 26 de março     | 4 episódios  | 52–55 min  |      |
| 2020 | Hollywood                                  | Drama                | 1 de maio       | 7 episódios  | 44–57 min  |      |
| 2020 | The Eddy                                   | Drama musical        | 8 de maio       | 8 episódios  | 54–69 min  |      |
| 2020 | The Haunting of Bly Manor                  | Terror               | 9 de outubro    | 9 episódios  | 45–66 min  |      |
| 2020 | The Queen's Gambit                         | Drama                | 23 de outubro   | 7 episódios  | 46–67 min  |      |
| 2021 | Behind Her Eyes                            | Thriller psicológico | 17 de fevereiro | 6 episódios  | 46–53 min  |      |
| 2021 | Halston                                    | Drama                | 14 de maio      | 5 episódios  | 44–53 min  |      |
| 2021 | Brand New Cherry Flavor                    | Thriller             | 13 de agosto    | TBA          | TBA        |      |
| 2021 | Clickbait                                  | Thriller             | 25 de agosto    | TBA          | TBA        |      |

### Continuações
Esses programas foram renovados pela Netflix para temporadas adicionais, após terem transmitido temporadas anteriores em outra emissora ou serviço de streaming
| Ano  | Título                                            | Gênero                | Antes                         | Estreia        | Temporada(s)               | Duração   | Status     | Ref. |
| ---- | ------------------------------------------------- | --------------------- | ----------------------------- | -------------- | -------------------------- | --------- | ---------- | ---- |
| 2014 | Trailer Park Boys (temp. 8 a 12)                  | Mocumentário          | Showcase                      | 5 de setembro  | 5 temporadas, 50 episódios | 22–32 min | Finalizada |      |
| 2016 | Black Mirror (temp. 3 a 5)                        | Ficção científica     | Channel 4                     | 21 de outubro  | 3 temporadas, 15 episódios | 52–89 min | Finalizada |      |
| 2016 | Lovesick (temp. 2 e 3)                            | Comédia               | Channel 4                     | 17 de novembro | 2 temporadas, 16 episódios | 25–28 min | Cancelada  |      |
| 2017 | Mystery Science Theater 3000                      | Ficção científica     | Syfy, Comedy Central, KTMA    | 14 de abril    | 2 temporadas, 20 episódios | 86–94 min | Cancelada  |      |
| 2017 | Real Rob (temp. 2)                                | Comédia               | Independente                  | 29 de setembro | 1 temporada, 8 episódios   | 30–38 min | Cancelada  |      |
| 2018 | The Staircase (ep. 11 a 13)                       | Docu-séries           | Canal+                        | 8 de junho     | 3 episódios                | 46–53 min | Cancelada  |      |
| 2018 | Comedians in Cars Getting Coffee (temp. 10 e 11)  | Comédia               | Crackle                       | 6 de junho     | 2 temporadas, 24 episódios | 12–41 min | Cancelada  |      |
| 2018 | Paquita Salas (temp. 2 e 3)                       | Mockumentary          | Flooxer                       | 29 de junho    | 2 temporadas, 11 episódios | 23–38 min | Renovada   |      |
| 2018 | Inside the World's Toughest Prisons (temp. 2 a 5) | Docu-série            | Channel 5                     | 6 de julho     | 4 temporadas, 15 episódios | 44–54 min | Pendente   |      |
| 2018 | MeatEater (temp. 7 a 9)                           | Docu-série            | Sportsman Channel             | 2 de outubro   | 3 temporadas, 34 episódios | 22–31 min | Pendente   |      |
| 2018 | Little Things                                     | Comédia               | Dice Media                    | 5 de outubro   | 2 temporadas, 16 episódios | 22–38 min | Renovada   |      |
| 2018 | Hip-Hop Evolution (temp. 2 a 4)                   | Docu-séries           | HBO Canadá                    | 19 de outubro  | 3 temporadas, 12 episódios | 36–52 min | Cancelada  |      |
| 2018 | The Last Kingdom (temp. 3 e 4)                    | drama épico           | BBC Two                       | 19 de novembro | 2 temporadas, 20 episódios | 50–59 min | Renovada   |      |
| 2018 | Travelers (temp. 3)                               | Ficção científica     | Showcase                      | 14 de dezembro | 1 temporada, 10 episódios  | 44–50 min | Cancelada  |      |
| 2019 | Lucifer (temp. 4, 5 e 6)                          | Fantasia, policial    | FOX                           | 8 de maio      | 6 temporadas, 93 episódios | 48–62 min | Finalizada |      |
| 2019 | Slasher (temp. 3)                                 | Horror                | Super Channel                 | 23 de maio     | 1 temporada, 8 episódios   | 45–48 min | Finalizada |      |
| 2019 | Designated Survivor (temp. 3)                     | Thriller político     | ABC                           | 7 de junho     | 1 temporada, 10 episódios  | 47–53 min | Cancelada  |      |
| 2019 | Tales of the City                                 | Drama                 | Channel 4, Showtime           | 7 de junho     | 10 episódios               | 46–60 min | Minissérie |      |
| 2019 | La casa de papel (partes 3, 4 e 5)                | Suspense              | Antena 3                      | 19 de julho    | 2 partes, 16 episódios     | 41–60 min | Renovada   |      |
| 2019 | Top Boy (temp. 3)                                 | Drama criminal        | Channel 4                     | 13 de setembro | 1 temporada, 10 episódios  | 44–66 min | Renovada   |      |
| 2019 | You (temp. 2)                                     | Suspense              | Lifetime                      | 26 de dezembro | 1 temporada, 10 episódios  | 44–50 min | Renovada   |      |
| 2020 | Unsolved Mysteries (temp. 15)                     | Docu-série            | NBC, CBS, Lifetime, Paramount | 1 de julho     | 2 volumes, 12 episódios    | 36–51 min | Pendente   |      |
| 2021 | Cobra Kai (temp. 3 e 4)                           | Drama, Artes marciais | YouTube Premium               | 1 de janeiro   | 2 temporada, 20 episódios  | 27–41 min | Renovada   |      |
| 2021 | Girl From Nowhere (temp. 2)                       | Thriller psicológico  | GMM 25                        | 7 de maio      | 1 temporada, 8 episódios   | 38–48 min | Pendente   |      |
| 2021 | The A List (temp. 2)                              | Drama adolescente     | BBC iPlayer                   | 21 de junho    | 1 temporada, 8 episódios   | 26–29 min | Pendente   |      |
|      |                                                   |                       |                               |                |                            |           |            |      |
| 2022 | Manifest (temp. 4)                                | Drama, suspense       | NBC                           | ASA            | 1 temporada, 20 episódios  | 42–49 min |            |      |

### Animação
| Ano  | Título                                 | Gênero                         | Estreia        | Temporada(s)               | Duração   | Status     | Ref.   |
| ---- | -------------------------------------- | ------------------------------ | -------------- | -------------------------- | --------- | ---------- | ------ |
| 2014 | BoJack Horseman                        | Humor negro, drama             | 22 de agosto   | 6 temporadas, 77 episódios | 25–26 min | Finalizada | [ 47 ] |
| 2015 | F Is for Family                        | Sitcom                         | 18 de dezembro | 4 temporadas, 36 episódios | 25–29 min | Renovada   | [ 48 ] |
| 2017 | Castlevania                            | Fantasia sombria               | 7 de julho     | 3 temporadas, 22 episódios | 22–31 min | Renovada   | [ 49 ] |
| 2017 | Neo Yokio                              | Fantasia científica, comédia   | 22 de setembro | 1 temporada, 6 episódios   | 20–24 min | Cancelada  |        |
| 2017 | Big Mouth                              | Coming-of-age, comédia         | 29 de setembro | 4 temporadas, 41 episódios | 25–46 min | Renovada   |        |
| 2018 | Super Drags                            | Superherói, LGBT, comédia      | 9 de novembro  | 1 temporada, 5 episódios   | 23–26 min | Cancelada  | [ 50 ] |
| 2018 | Disenchantment                         | Fantasia medieval, comédia     | 17 de agosto   | 3 partes, 30 episódios     | 22–36 min | Renovada   | [ 51 ] |
| 2018 | Paradise PD                            | Comédia                        | 31 de agosto   | 3 partes, 30 episódios     | 23–30 min | Pendente   | [ 52 ] |
| 2019 | Love, Death & Robots                   | Antologia                      | 15 de março    | 1 volume, 18 episódios     | 6–17 min  | Renovada   |        |
| 2019 | Trailer Park Boys: The Animated Series | Mocumentário                   | 31 de março    | 2 temporadas, 13 episódios | 23–26 min | Pendente   |        |
| 2019 | Tuca & Bertie                          | Comédia                        | 3 de maio      | 1 temporada, 10 episódios  | 25–26 min | Cancelada  |        |
| 2020 | The Midnight Gospel                    | Ficção científica, humor negro | 20 de abril    | 1 temporada, 8 episódios   | 20–36 min | Cancelada  |        |
| 2020 | Hoops                                  | Sitcom, comédia                | 21 de agosto   | 1 temporada, 10 episódios  | 23–26 min | Cancelada  |        |
| 2020 | The Liberator                          | Drama                          | 11 de novembro | 4 episódios                | 45–56 min | Minissérie |        |

Anime
| Ano  | Título                                             | Gênero                     | Estréia        | Temporadas                 | Duração   | Status     | Ref.   |
| ---- | -------------------------------------------------- | -------------------------- | -------------- | -------------------------- | --------- | ---------- | ------ |
| 2018 | Devilman Crybaby                                   | Supernatural, horror       | 5 de janeiro   | 10 episódios               | 24–28 min | Minissérie |        |
| 2018 | B: The Beginning                                   | Thriller                   | 2 de março     | 2 temporada, 18 episódios  | 25–27 min | Pendente   | [ 53 ] |
| 2018 | A.I.C.O. -Incarnation-                             | Ficção científica          | 9 de março     | 1 temporada, 12 episódios  | 25–29 min | Cancelada  |        |
| 2018 | Sword Gai                                          | Supernatural               | 23 de março    | 2 temporadas, 24 episódios | 22–23 min | Cancelada  |        |
| 2018 | Lost Song                                          | Musical, fantasia          | 31 de março    | 1 temporada, 12 episódios  | 23–24 min | Cancelada  |        |
| 2018 | Aggretsuko                                         | Comédia                    | 20 de abril    | 3 temporadas, 30 episódios | 15–18 min | Renovada   | [ 54 ] |
| 2018 | Baki                                               | Artes marciais             | 25 de junho    | 2 temporadas, 39 episódios | 23–24 min | Cancelada  |        |
| 2018 | Hero Mask                                          | Crime                      | 3 de dezembro  | 2 partes, 24 episódios     | 25 min    | Cancelada  |        |
| 2019 | Ultraman                                           | Ficção científica          | 1 de abril     | 1 temporada, 13 episódios  | 23–25 min | Renovada   |        |
| 2019 | Rilakkuma and Kaoru                                | Stop motion, Slice of life | 19 de abril    | 1 temporada, 13 episódios  | 11–14 min | Cancelada  |        |
| 2019 | 7SEEDS                                             | Ficção científica          | 28 de junho    | 2 partes, 24 episódios     | 24–26 min | Cancelada  |        |
| 2019 | Knights of the Zodiac: Saint Seiya                 | Ação                       | 19 de julho    | 2 partes, 12 episódios     | 23 min    | Cancelada  |        |
| 2019 | Kengan Ashura                                      | Artes marciais             | 31 de julho    | 2 temporadas, 24 episódios | 24–27 min | Cancelada  |        |
| 2019 | Cannon Busters                                     | Fantasia                   | 15 de agosto   | 1 temporada, 12 episódios  | 24–27 min | Cancelada  |        |
| 2019 | Seis Manos                                         | Sobrenatural               | 3 de outubro   | 1 temporada, 8 episódios   | 25–28 min | Cancelada  |        |
| 2019 | Dino Girl Gauko                                    | Infantil                   | 22 de novembro | 2 temporadas, 39 episódios | 9 min     | Cancelada  |        |
| 2019 | Levius                                             | Ficção científica          | 28 de novembro | 1 temporada, 12 episódios  | 24–27 min | Cancelada  |        |
| 2019 | The Disastrous Life of Saiki K.: Reawakened        | Sobrenatural, comédia      | 30 de novembro | 1 temporada, 6 episódios   | 23 min    | Finalizada |        |
| 2020 | Cagaster of an Insect Cage                         | Ficção científica          | 6 de fevereiro | 1 temporada, 12 episódios  | 25–33 min | Cancelada  |        |
| 2020 | Ghost in the Shell: SAC 2045                       | Ficção científica          | 26 de abril    | 1 temporada, 12 episódios  | 24 min    | Renovada   |        |
| 2020 | The Idhun Chronicles                               | Fantasia                   | 10 de setembro | 2 partes, 10 episódios     | 25–27 min | Finalizada |        |
| 2020 | Japan Sinks: 2020                                  | Catástrofe                 | 9 de julho     | 1 temporada, 10 episódios  | 25–32 min | Pendente   |        |
| 2020 | Transformers: War for Cybertron Trilogy: Siege     | Ficção científica          | 30 de julho    | 6 episódios                | 23–24 min | Minissérie |        |
| 2020 | Dragon's Dogma                                     | Fantasia, aventura         | 17 de setembro | 1 temporada, 7 episódios   | 19–32 min | Pendente   |        |
| 2020 | Blood of Zeus                                      | Fantasia, ação             | 27 de outubro  | 1 temporada, 8 episódios   | 25–37 min | Renovada   |        |
| 2020 | Transformers: War for Cybertron Trilogy: Earthrise | Ficção científica          | 30 de dezembro | 6 episódios                | 24–25 min | Minissérie |        |
| 2021 | High-Rise Invasion                                 | Ação, horror               | 25 de janeiro  | 1 temporada, 12 episódios  | 25–27 min | Pendente   |        |
| 2021 | Pacific Rim: The Black                             | Ação, Mecha                | 4 de março     | 1 temporada, 7 episódios   | 21–29 min | Renovada   | [ 55 ] |
| 2021 | Dota: Dragon's Blood                               | Fantasia, ficção           | 25 de março    | 1 temporada, 8 episódios   | 26–28 min | Renovada   | [ 56 ] |
| 2021 | The Way of the Househusband                        | Comédia                    | 8 de abril     | 1 temporada, 5 episódios   | 16–18 min | Renovada   | [ 57 ] |
| 2021 | Yasuke                                             | Ação                       | 29 de abril    | 1 temporada, 6 episódios   | 28-30 min | Pendente   | [ 58 ] |
| 2021 | Eden                                               | Ficção científica          | 27 de maio     | 1 temporada, 4 episódios   | 25 min    | Pendente   | [ 59 ] |
| 2021 | Record of Ragnarok                                 | Ação, luta                 | 17 de junho    | 1 temporada, 12 episódios  | 24 min    | Renovada   |        |

Crianças e Família
| Título                          | Estreia                | Temporada(s)               | Duração   | Status     | Ref.   |
| ------------------------------- | ---------------------- | -------------------------- | --------- | ---------- | ------ |
| Ever After High                 | 15 de dezembro de 2013 | 4 temporadas, 16 episódios | 23–45 min | Finalizada |        |
| Turbo FAST                      | 24 de dezembro de 2013 | 3 temporadas, 52 episódios | 23 min    | Finalizada | [ 60 ] |
| VeggieTales in the House        | 26 de novembro de 2014 | 4 temporadas, 52 episódios | 23 min    | Finalizada | [ 61 ] |
| All Hail King Julien            | 19 de dezembro de 2014 | 5 temporadas, 65 episódios | 23 min    | Finalizada |        |
| The Adventures of Puss in Boots | 16 de janeiro de 2015  | 5 temporadas, 65 episódios | 22–24 min | Finalizada |        |
| Dinotrux                        | 14 de agosto de 2015   | 7 temporadas, 65 episodios | 23 min    | Renovada   |        |
| The Mr. Peabody & Sherman Show  | 9 de outubro de 2015   | 4 temporadas, 52 episódios | 23 min    | Renovada   | [ 62 ] |
| Popples                         | 30 de outubro de 2015  | 3 temporadas, 26 episódios | 24 min    | Finalizada |        |
| Care Bears and Cousins          | 6 de novembro de 2015  | 2 temporadas, 12 episódios | 22 min    | Finalizada |        |

### Live action
| Título            | Gênero              | Estréia                 | Temporadas                 | Duração   | Status     | Ref.   |
| ----------------- | ------------------- | ----------------------- | -------------------------- | --------- | ---------- | ------ |
| Richie Rich       | Sitcom              | 20 de fevereiro de 2015 | 2 temporadas, 21 episódios | 21–23 min | Finalizada | [ 63 ] |
| Project Mc2       | Comédia/educacional | 7 de agosto de 2015     | 6 temporadas, 26 episódios | 22–34 min | Pendente   |        |
| Julie's Greenroom | Educacional         | 17 de março 2017        | 1 temporada, 13 episódios  | 27–34 min | Pendente   |        |
| Alexa & Katie     | Sitcom              | 23 de março de 2018     | 2 temporadas, 23 episódios | 22–30 min | Renovada   |        |
| The Who Was? Show | Comédia de esquete  | 11 de maio de 2018      | 1 temporada, 13 episódios  | 23–27 min | Pendente   |        |
| Prince of Peoria  | Sitcom              | 16 de novembro de 2018  | 1 parte, 8 episódios       | 24–28 min | Pendente   |        |
| No Good Nick      | Sitcom              | 15 de abril de 2019     | 2 partes, 20 episódios     | 26–32 min | Finalizada |        |

## Documentários
| Ano  | Mês       | Títulos |
| ---- | --------- | --- |
| 2015 | Março     | My Own Man |
| 2015 | Maio      | The Other One: The Long Strange Trip of Bob Weir • Hot Girls Wanted |
| 2015 | Junho     | What Happened, Miss Simone? |
| 2015 | Julho     | Tig |
| 2015 | Setembro  | Keith Richards: Under the Influence |
| 2015 | Outubro   | Winter on Fire: Ukraine's Fight for Freedom |
| 2016 | Março     | My Beautiful Broken Brain |
| 2016 | Abril     | Team Foxcatcher |
| 2016 | Julho     | Tony Robbins: I Am Not Your Guru |
| 2016 | Agosto    | I'll Sleep When I'm Dead |
| 2016 | Setembro  | Extremis (filme) • The White Helmets • Audrie & Daisy • Amanda Knox |
| 2016 | Outubro   | 13th • Sky Ladder: The Art of Cai Guo-Qiang • Into the Inferno |
| 2016 | Novembro  | The Ivory Game |
| 2017 | Abril     | Casting JonBenet |
| 2017 | Maio      | The Mars Generation • Get Me Roger Stone • Laerte-se • Joshua: Teenager vs. Superpower |
| 2017 | Junho     | CounterPunch • Nobody Speak: Trials of the Free Press |
| 2017 | Julho     | Chasing Coral |
| 2017 | Agosto    | Icarus (2017) |
| 2017 | Setembro  | Resurface • Heroin(e) • Strong Island • Gaga: Five Foot Two • Long Shot |
| 2017 | Outubro   | The Death and Life of Marsha P. Johnson • Kingdom of Us • One of Us (filme) • Joan Didion: The Center Will Not Hold                                                                                            |
| 2017 | Novembro  | Jim & Andy: The Great Beyond • Saving Capitalism • Cuba and the Cameraman |
| 2017 | Dezembro  | Voyeur |
| 2018 | Fevreiro  | Seeing Allred • The Trader |
| 2018 | Março     | Ladies First • Take Your Pills |
| 2018 | Abril     | Ram Dass, Going Home • Mercury 13 |
| 2018 | Maio      | The Rachel Divide |
| 2018 | Junho     | End Game |
| 2018 | Julho     | Recovery Boys |
| 2018 | Agosto    | The Bleeding Edge |
| 2018 | Setembo   | Zion • City of Joy • Reversing Roe • Quincy • Two Catalonias • Lessons from a School Shooting: Notes from Dunblane                                                                                             |
| 2018 | Outubro   | Feminists: What Were They Thinking? • ReMastered: Who Shot the Sheriff? • Shirkers |
| 2018 | Novembro  | They'll Love Me When I'm Dead • ReMastered: Tricky Dick & the Man in Black |
| 2018 | Dezembro  | The American Meme • ReMastered: Who Killed Jam Master Jay? • Out of Many, One • Struggle: The Life and Lost Art of Szukalski                                                                                   |
| 2019 | Janeiro   | ReMastered: Massacre at the Stadium • Fyre |
| 2019 | Fevereiro | ReMastered: The Two Killings of Sam Cooke • Period. End of Sentence. |
| 2019 | Março     | Antoine Griezmann: The Making of a Legend • ReMastered: The Miami Showband Massacre • The Legend of Cocaine Island                                                                                             |
| 2019 | Abril     | Homecoming • Brené Brown: The Call to Courage • Grass Is Greener • ReMastered: Devil at the Crossroads |
| 2019 | Maio      | Knock Down the House • All in My Family • ReMastered: The Lion's Share • A Tale of Two Kitchens • After Maria                                                                                                  |
| 2019 | Junho     | The Black Godfather • Rolling Thunder Revue: A Bob Dylan Story by Martin Scorsese • De apatiska barnen • Democracia em Vertigem                                                                                |
| 2019 | Julho     | Parchis: The Documentary • The Great Hack |
| 2019 | Agosto    | Enter the Anime • American Factory • Travis Scott: Look Mom I Can Fly |
| 2019 | Setembo   | Evelyn • Hello, Privilege. It's Me, Chelsea • Los Tigres del Norte at Folsom Prison • Birders |
| 2019 | Outubro   | Ghosts of Sugar Land • Tell Me Who I Am • Dancing with the Birds • It Takes a Lunatic • A 3 Minute Hug • Little Miss Sumo                                                                                      |
| 2019 | Novembro  | Fire in Paradise • Bikram: Yogi, Guru, Predator • Lorena, Light-Footed Woman |
| 2019 | Dezembro  | After the Raid • El Pepe, Una Vida Suprema |
| 2020 | Janeiro   | Miss Americana |
| 2020 | Março     | A Life of Speed: The Juan Manuel Fangio Story • Crip Camp |
| 2020 | Abril     | LA Originals • Circus of Books • A Secret Love • Murder to Mercy: The Cyntoia Brown Story |
| 2020 | Maio      | Becoming • Have a Good Trip: Adventures in Psychedelics |
| 2020 | Junho     | Spelling the Dream • One Take • Disclosure: Trans Lives on Screen • Athlete A |
| 2020 | Julho     | Mucho Mucho Amor: The Legend of Walter Mercado • The Claudia Kishi Club • We Are One • Father Soldier Son • The Speed Cubers                                                                                   |
| 2020 | Agosto    | Anelka: Misunderstood • John Was Trying to Contact Aliens • Rising Phoenix |
| 2020 | Setembro  | My Octopus Teacher • The Social Dilemma • Hope Frozen • Gims: On the Record • A Love Song for Latasha American Murder: The Family Next Door                                                                    |
| 2020 | Outubro   | Dick Johnson Is Dead • David Attenborough: A Life on Our Planet • Bigflo & Oli • Blackpink: Light Up the Sky The Three Deaths of Marisela Escobedo • Rooting for Roona • Guillermo Vilas: Settling the Score • |
| 2020 | Novembro  | Shawn Mendes: In Wonder • Dance Dreams: Hot Chocolate Nutcracker |
| 2020 | Dezembro  | Emicida: Amarelo - É Tudo Pra Ontem • Giving Voice |
| 2021 | Janeiro   | The Minimalists: Less Is Now • Tony Parker: The Final Shot • Crack: Cocaine, Corruption & Conspiracy • What Would Sophia Loren Do?                                                                             |
| 2021 | Fevereiro | Strip Down, Rise Up • Pelé |
| 2021 | Março     | Biggie: I Got a Story to Tell • Operation Varsity Blues: The College Admissions Scandal • Seaspiracy |
| 2021 | Abril     | Dolly Parton: A MusiCares Tribute • Why Did You Kill Me? • Chadwick Boseman: Portrait of an Artist • Searching for Sheela                                                                                      |
| 2021 | Maio      | Nail Bomber: Manhunt |

## Especiais
| Ano  | Mês       | Títulos |
| ---- | --------- | --- |
| 2015 | Dezembro  | A Very Murray Christmas |
| 2016 | Outubro   | Justin Timberlake + The Tennessee Kids |
| 2017 | Janeiro   | 13th: A Conversation with Oprah Winfrey & Ava DuVernay |
| 2017 | Fevereiro | Michael Bolton's Big, Sexy Valentine's Day Special |
| 2017 | Abril     | Rodney King |
| 2017 | Nevembro  | Barbra: The Music, The Mem'ries, The Magic |
| 2018 | Outubro   | Sacrifice |
| 2018 | Nevembro  | Surviving Twin • Angela's Christmas |
| 2018 | Dezembro  | Springsteen on Broadway • Se Beber, Não Ceie • Reputation Stadium Tour                                                                                          |
| 2019 | Fevereiro | Kevin Hart's Guide to Black History |
| 2019 | Maio      | Still Laugh-In: The Stars Celebrate • The Unauthorized Bash Brothers Experience                                                                                 |
| 2019 | Junho     | Anima |
| 2019 | Julho     | Frankenstein's Monster's Monster, Frankenstein |
| 2019 | Agosto    | Rocko's Modern Life: Static Cling • Invader Zim: Enter the Florpus • American Factory: A Conversation with the Obamas                                           |
| 2019 | Setembro  | Sturgill Simpson Presents: Sound & Fury |
| 2019 | Outubro   | The Road to El Camino: A Breaking Bad Movie |
| 2019 | Novembro  | The Irishman: In Conversation |
| 2019 | Dezembro  | A Primeira Tentação de Cristo • John Mulaney & the Sack Lunch Bunch                                                                                             |
| 2020 | Janeiro   | What Did Jack Do? |
| 2020 | Fevereiro | Road to Roma |
| 2020 | Março     | Sitara: Let Girls Dream |
| 2020 | Abril     | Sol Levante |
| 2020 | Maio      | Ben Platt Live from Radio City Music Hall |
| 2020 | Agosto    | Octonauts & the Caves of Sac Actun |
| 2020 | Setembro  | The Boys in the Band: Something Personal |
| 2020 | Outubro   | Octonauts & the Great Barrier Reef • Sarah Cooper: Everything's Fine                                                                                            |
| 2020 | Novembro  | I'm No Longer Here: A Discussion with Guillermo del Toro and Alfonso Cuarón • Alien Xmas • If Anything Happens I Love You Shawn Mendes: Live in Concert         |
| 2020 | Dezembro  | Angela's Christmas Wish • Canvas • Ma Rainey's Black Bottom: A Legacy Brought to Screen • Ariana Grande: Excuse Me, I Love You Death to 2020 • Cops and Robbers |

## Ver Também
- Listas de filmes originais Netflix

- Lista de programas originais Netflix finalizados